# Martine Barratová

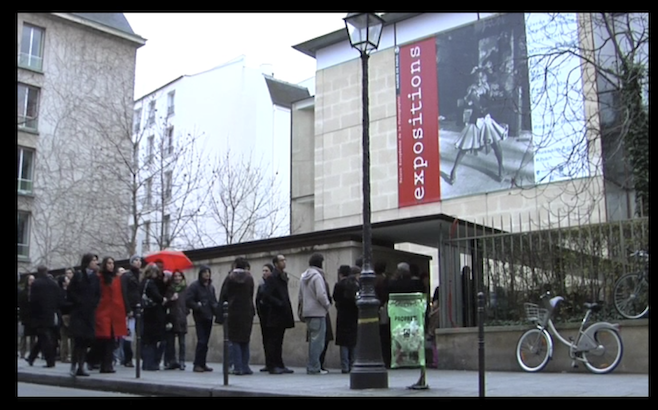
Crowd Shot MEP Paris

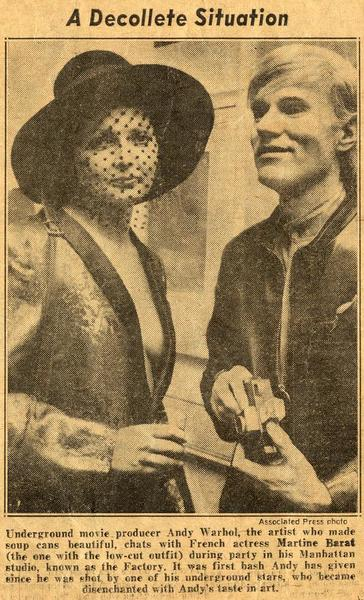
Martine Barrat a Andy Warhol, Daily news

Martine Barratová (nepřechýleně Martine Barrat; * 1943, Oran) je francouzská fotografka, herečka, tanečnice a spisovatelka aktivní v USA.

## Raný život
Barratová se narodila v Oran, Alžírsko, ale vyrůstala ve Francii. Patří mezi takzvené Pied-Noir .
Dříve tanečnici a herečku Martinu Barratovou objevila Ellen Stewart na mezinárodním tanečním festivalu ve skotském Edinburghu. "LaMaMa", jak byla Stewart známá, jí pak poslala letenku, aby vystoupila v jejím divadle, experimentálním divadelním klubu La MaMa na Lower East Side na Manhattanu. Barratová přijela do Spojených států v červnu 1968.

## Kariéra
Na konci 60. let byla Barratová pozvána tanečnicí Ellen Stewartovou do New Yorku, aby pracovala na experimentálním divadelním klubu La MaMa . Barratová cestoval do Harlemu, aby přivedla děti k účasti na hudebních a video workshopech, čímž zahájila celoživotní oddanost sousedství. Stewartová dala skupině budovu a zahájily video workshopy pro mládež ze sousedství. Také spolupracovala s Human Arts Ensemble.
Kolem roku 1971 začala Barratová pracovat s videem v jižním Bronxu se dvěma gangy: Roman Kings a Roman Queens, stejně jako s prezidentem Ghetta Brothers. Veškerý svůj čas léta strávila prací se členy a sdílením videokamery, přičemž v letech 1971 až 1976 vytvořila sérii videí. Série nazvaná You Do The Crime, You Do The Time debutovala v Kolumbii a na francouzské ambasádě v show pořádané filozofy Félixem Guattarim a Gillesem Deleuze prostřednictvím jejich organizace CERFI. V roce 1978 byla Barratová za tento film oceněna v italském Miláně cenou pro nejlepšího dokumentaristu. V Itálii vysílala stanice Channel 2 film několikrát v hlavním vysílacím čase. V Americe na začátku téhož roku, byly úryvky vysílány na NBC. Muzeum amerického umění Whitneyové v New Yorku také promítalo film spolu s výstavou prvních fotografií z jižního Bronxu, která byla hojně navštěvována a dobře hodnocena tiskem. 
V následujících letech se ponořila do fotografování boxerského světa v New Yorku, od mladých hochů trénujících v Harlemu, Bed-Stuy v Brooklynu až po Bronx. Výsledné dílo bylo vystaveno na generálním konzulátu Francie v New Yorku s knihou nazvanou Do or Die. V roce 1993 byly fotografie shromážděny v knize Do or Die, kterou vydalo nakladatelství Viking Penguin a jejíž předmluv napsali Gordon Parks a Martin Scorsese: 
„Trpělivě, bolestivě a s velmi rozlišujícím srdcem nám Martine Barratová naplnila oči světem mladých válečníků,  toužíh získat pocty tohoto nepřátelského sportu. . . . Toužebné, krásné vystupování prozrazuje tvrdost, která se již buduje v jejich srdcích. ... silnými fotografiemi a silnými slovy zachycuje Martine Barratová ducha mladých bojovníků, kteří se s krví toho druhého na rukavicích radostně vracejí ke svým starostem.“
V roce 2007 bylo dílo autorky uvedeno v uznávaném Harlem In My Heart, velké retrospektivě v La Maison Européenne de la Photographie v Paříži. Přehlídka představovala 190 fotografií a její nejnovější video práce a byla recenzována a uvedena ve více než padesáti mezinárodních novinách, časopisech a rozhlasových pořadech.  Francouzské noviny Libération poznamenaly, že „'Harlem In My Heart' není pomníkem slávy amerických černochů, ale sbírkou momentů v jejich společnosti, vzácná intenzita...je téměř nemožné nebrečet, emoce jsou hmatatelné." Fotografie Harlem in My Heart pro show pojmenoval David Murray, skladatel a jazzový hudebník. Její angažmá na jazzové scéně v New Yorku vyústilo v textovou spolupráci s jazzovými hudebníky, jako je Ornette Coleman, která dala mnoho titulů svým fotografiím a napsala doprovodné texty a která kurátorovala výstavu zahrnující její práce.
Fotografie Barratové sahají od čtvrti Goutte-d'Or v Paříži na karibské ostrovy, přes Afriku, Japonsko a Brazílii. Nicméně jádro její tvorby evokuje Harlem, kotvu jejího života od jejího příjezdu do Spojených států.

## Sbírky
- Brooklynské muzeum[8]
- Francouzská národní knihovna
- Knihovna Lincolnova centra
- Muzeum města New York
- Muzeum moderního umění, New York[9]
- Schomburgovo centrum pro výzkum černošské kultury
- Smithsonian American Art Museum[1]
- Muzeum amerického umění Whitneyové[10]